# IzjMech
De Machinefabriek van Izjevsk (Russisch: Ижевский механический завод; Izjevski mechanitsjeski zavod) of kortweg IzjMech (ИжМех) of Izj (Иж) is een wapenfabriek in de Oedmoertse hoofdstad Izjevsk (Europees Rusland).
Het bedrijf is momenteel een van de grootste wapenproducenten van Rusland en vormt sinds de 19e eeuw een van de twee Russische centra voor de productie van infanteriewapens, naast de machinefabriek van Toela. Het bedrijf produceert de beroemde Kalasjnikov-aanvalsgeweren en een groot scala aan andere wapens als kanonnen, raketten en geleide projectielen, karabijnen, antitankwapens, automatische wapens voor vliegtuigen, pistolen en revolvers en sport- en jachtwapens. Daarnaast worden er ook andere goederen geproduceerd, zoals motorfietsen, auto's, machines en metallurgische producten.
57,01% van de aandelen van de fabriek is sinds april 2009 in handen van de in 2007 opgerichte federale staatsholding Rostechnologii. 29,97% is in handen van het Ministerie van Vermogensrelaties van de Oedmoertse Republiek.
De drie belangrijkste divisies van het bedrijf zijn:
- IzjMech - concern (wapens, consumptiegoederen en instrumenten)
- IzjAvto - auto's
- IzjMoto - motoren

## Geschiedenis
De eerste plannen voor een fabriek dateren van 1759, toen Aleksej Moskvin in opdracht van graaf Pjotr Sjoevalov op zoek was naar een geschikte locatie voor een tweede ijzerverwerkende fabriek in de Cis-Oeral (de eerste werd dat jaar geopend in Votkinsk) en adviseerde om deze aan de rivier de Izj te bouwen.
Een jaar later startten lijfeigenen uit omringende dorpen met de bouw van een stuwdam in de rivier en de eerste fabrieksgebouwen, een klus die in vier jaar geklaard was. De dam vormde voor die tijd een imposant bouwwerk van 71 meter lang, 47 meter breed en 8,5 meter hoog. Bij de dam verrezen twee laagovens. In juli 1763 startte de productie.
Eind 1764 verrezen nog twee grote productiecomplexen. Daarop werden er ook ankers gemaakt voor rivier- en zeeschepen. Er werden vooral orders aangenomen voor de admiraliteit en de havens van Archangelsk en Astrachan en later ook voor de spoorwegen. Rondom de fabriek ontstond langzamerhand de stad Izjevsk. De fabriek was echter niet meteen een succes.
Jaar na jaar vonden er opstanden plaats onder de lijfeigenen en in 1774 werd de fabriek zelfs tijdelijk ingenomen door de rebellen van Jemeljan Poegatsjov. Daarna leidde ze enkele decennia lang een kwijnend bestaan door stagnatie en depressies.
In 1800 stuurde tsaar Paul I ingenieur Andrej Derjabin uit om een geschikte locatie te vinden voor een nieuwe wapenfabriek. Derjabin bezocht Izjevsk en zag er een geschikte locatie in. In 1807 werd de huidige wapenfabriek opgericht aan de Izj per oekaze van Alexander I van Rusland om er kleine wapens te fabriceren voor onder andere de napoleontische oorlogen. Dit vormde de start van een nieuw wapencentrum en een nieuwe ontwikkelingsstimulans voor Izjevsk.
Tussen 1811 en 1816 verrezen 10 stenen fabrieken en een groot scala aan houten gebouwen. In de decennia daarna werd de fabriek uitgebreid en gemoderniseerd. In de 19e eeuw werd verder ook een hoogoven gebouwd, waar onder andere plaatstaal en gereedschappen werden gefabriceerd en waar de Mosin-Nagant werd ontwikkeld, waarvan tijdens de beide Wereldoorlogen miljoenen stuks werden gefabriceerd.
Tijdens de Russische Burgeroorlog was het de belangrijkste geweerproducent van het Rode Leger. In de jaren 1920 en 1930 werd de fabriek sterk gemoderniseerd en kreeg ze een nieuwe Open-heartoven, staalwalserij en andere installaties. In die periode werd ook gestart met de eerste Russische motorfietsen (de 'Oedmoert'), motorkettingzagen, machinale gereedschappen en jachtgeweren.
In 1939 werd de fabriek opgedeeld in twee divisies: machinebouw en metallurgie. Tijdens de Tweede Wereldoorlog werden er (naast Mosin-Nagants), handwapens, vliegtuigkanonnen en het machinegeweer Berezina geproduceerd. De productie van geweren werd tot 1943 vernegenvoudigd. Na de oorlog werd de productie verder uitgebreid.
In 1961 werd begonnen met de massaproductie van motorfietsen van het type 'Izj-Jupiter' en in 1962 van het type 'Izj-Planeta'. In 1966 werd tevens begonnen met de productie van personenwagens, hetgeen in 1970 werd opgevolgd door de ingebruikname van een productielijn voor de bouw van auto's.

## Producten

### Wapens

#### Handwapens
- aanvalsgeweren: AK-47, AKM, AK-74, AN-94, AK-101, AK-103 en AK-107
- semiautomatische hagelgeweren: Saiga-12, Saiga-20, Saiga-410
- karabijn: Simonov SKS-45
- scherpschuttersgeweer: SVD/SVDS
- machinepistool: PP-19 Bizon
- grendelgeweren en -karabijnen: Mosin-Nagant (grotendeels in Izjevsk geproduceerd)
- semiautomatisch geweer: Tokarev SVT-40
- semiautomatische pistolen: Pistolet Makarova/IJ-70 en MP-446 Viking

#### Kanonnen en munitie
- kanon: Grjazev-Sjipoenov GSj-30-1
- geleid projectiel: "Krasnopol"

### Andere producten
- couvert
- IT-42 precisiedraaibanken
- gasmeters
- reparatiewerkplaatsen voor kleine wapens
- Metallurgische producten (gereedschappen, gesmeedde en gegoten producten)